# Laboratorium voor Grondmechanica en Bouwmaterialen Onderzoek
Het Laboratorium voor Grondmechanica en Bouwmaterialen Onderzoek, voorheen het Grondmechanisch Laboratorium, is een Surinaamse overheidsinstantie.
Het laboratorium doet civieltechnische en bouwkundige onderzoeken op het gebied van grondmechanica (zoals mengsels en grondsoorten) en bouwmaterialen. Het voert vooral opdrachten uit van het ministerie van Openbare Werken (OW) waar het onder valt, maar ook desgevraagd voor andere ministeries, instanties en bedrijven. Een voorbeeld is Dalian IV dat in de jaren 2010-2020 een deel uit een reeks infrastructurele projecten vormde waarin vooral de highways werden uitgebreid en vernieuwd. Het is sinds 2019 ISO 9001-gecertificeerd, wat een internationale kwaliteitsaanduiding is voor een betrouwbare, accurate en normconforme uitvoering.
De voorganger werd tussen 1952 en 1974 opgericht als het Grondmechanisch Laboratorium. Daarvóór werd het onderzoek zo mogelijk uitgevoerd door de Geologisch Mijnbouwkundige Dienst.
Het laboratorium is gevestigd aan de Duisburglaan, waar ook een opslagplaats van OW, het Directoraat Onderzoek en Dienstverlening en de brandstofvoorziening voor overheidsvoertuigen is gevestigd.